# アラブチャンピオン
アラブチャンピオンとは、川崎競馬場で行われていたアングロアラブによる競馬の重賞競走（平地競走）である。1985年廃止。

## 概要
1956年創設。当初は同年に改名された春のアラブチャレンジャー、初夏の白百合賞ら川崎競馬場アングロアラブ重賞の総決算であり、前年に新設された秋の特別と並ぶ南関東公営競馬のアングロアラブ最強馬決定戦としての役割を果たした。1968年より開催時期が年末から前倒しになってからは、準重賞の勝島賞とともに全日本アラブ大賞典の前哨戦としての意味合いも持つようになった。

## 歴代優勝馬
| 回数   | 施行日         | 優勝馬           | 性齢 | 所属 | タイム   | 優勝騎手   | 管理調教師 |
| ------ | -------------- | ---------------- | ---- | ---- | -------- | ---------- | ---------- |
| 第1回  | 1956年12月31日 | トモスベビー     | 牡4  | 川崎 | 2:11 1/5 | 井上宥蔵   | 三潟隆五郎 |
| 第2回  | 1957年12月25日 | オウゴンバラツケ | 牡4  | 大井 | 2:12 0/5 | 小筆昌     | 森田正一   |
| 第3回  | 1958年12月19日 | トモスベビー     | 牡6  | 川崎 | 2:25 2/5 | 勝又衛     | 三潟隆五郎 |
| 第4回  | 1959年12月31日 | オウゴンラツキー | 牡4  | 大井 | 2:56.1   | 朝倉文四郎 | 森田正一   |
| 第5回  | 1960年12月20日 | マスホマレ       | 牡5  | 船橋 | 2:59.4   | 矢熊寿     | 大河内貞雄 |
| 第6回  | 1961年12月20日 | カミホマレ       | 牡5  | 大井 | 2:52.5   | 山田秀三   | 永井繁     |
| 第7回  | 1962年12月31日 | ミヤマシユーホー | 牡5  | 大井 | 2:27.5   | 竹山隆     | 田中利衛   |
| 第8回  | 1963年12月31日 | アスタリー       | 牡4  | 川崎 | 2:21.8   | 松浦備     | 井上宥蔵   |
| 第9回  | 1964年12月9日  | アデルバウエル   | 牡5  | 大井 | 2:12.2   | 須田茂     | 阪本正太郎 |
| 第10回 | 1965年12月19日 | アデルバウエル   | 牡6  | 大井 | 2:20.2   | 須田茂     | 阪本正太郎 |
| 第11回 | 1966年12月25日 | オーバマイン     | 牡5  | 船橋 | 2:20.5   | 荒山徳一   | 佐藤勘市   |
| 第12回 | 1967年12月13日 | エメラルドクイン | 牝6  | 川崎 | 2:20.9   | 佐々木竹見 | 梅山満     |
| 第13回 | 1968年11月24日 | キクマサ         | 牡5  | 川崎 | 2:19.0   | 赤間清松   | 竹内美喜男 |
| 第14回 | 1969年10月23日 | フラツトキング   | 牡5  | 川崎 | 2:19.1   | 佐々木竹見 | 三潟隆五郎 |
| 第15回 | 1970年10月8日  | グリンバーデー   | 牝4  | 船橋 | 2:18.6   | 宮下紀英   | 岡林喜和   |
| 第16回 | 1971年10月27日 | ダイニヒロボシ   | 牝4  | 船橋 | 2:18.7   | 角田次男   | 宮下雅身   |
| 第17回 | 1972年10月18日 | スカレー         | 牡4  | 船橋 | 2:19.1   | 赤間清松   | 木村和男   |
| 第18回 | 1973年10月11日 | キングオスカル   | 牡4  | 川崎 | 2:19:5   | 佐々木竹見 | 勝又衛     |
| 第19回 | 1974年10月9日  | グリンフアスト   | 牡4  | 川崎 | 2:18:4   | 本間茂     | 細川一吉   |
| 第20回 | 1975年11月4日  | ダイロクミネフジ | 牡5  | 浦和 | 2:18:9   | 赤間清松   | 加藤武次   |
| 第21回 | 1976年10月28日 | ダイロクミネフジ | 牡6  | 浦和 | 2:19:9   | 赤間清松   | 加藤武次   |
| 第22回 | 1977年10月28日 | ベストホワイト   | 牡4  | 浦和 | 2:19:5   | 内野健二   | 梅山昭男   |
| 第23回 | 1978年10月26日 | カザンウンリユウ | 牡5  | 船橋 | 2:18:8   | 川島正行   | 鈴木茂樹   |
| 第24回 | 1979年10月8日  | ダーダネルス     | 牡5  | 川崎 | 2:19:5   | 本間茂     | 梅山昭男   |
| 第25回 | 1980年10月8日  | ホクトキンザン   | 牡5  | 船橋 | 2:19:3   | 田部和廣   | 金澤秀行   |
| 第26回 | 1981年11月12日 | ミマツホマレ     | 牡4  | 船橋 | 2:18:1   | 池田則行   | 新井康夫   |
| 第27回 | 1982年11月10日 | ミマツホマレ     | 牡5  | 船橋 | 2:20:4   | 田部和廣   | 新井康夫   |
| 第28回 | 1983年10月20日 | チカツピユーマ   | 牡6  | 大井 | 2:15:4   | 石川綱夫   | 曾根和一   |
| 第29回 | 1984年10月24日 | アサカスワロー   | 牝5  | 船橋 | 2:11:1   | 秋田実     | 渡辺薫     |
| 第30回 | 1985年10月24日 | ローゼンガバナー | 牡6  | 船橋 | 2:10:4   | 高橋三郎   | 後藤稔     |

- 距離：第1回 - 第2回 ダート2000m、第3回 - ダート2200m　第4回 - 第6回 ダート2600m、第7回 ダート2200m、第8回 - 第27回　ダート2150m　第28回 ダート2150m　第29回 - ダート2000m
- 出走条件：第1回 - 4・5・6歳アングロアラブ
- 斤量：第1回：56キロ定量　第2回 - ハンデ
- 優勝馬の馬齢は旧表記。